# Llibre Vermell de Montserrat

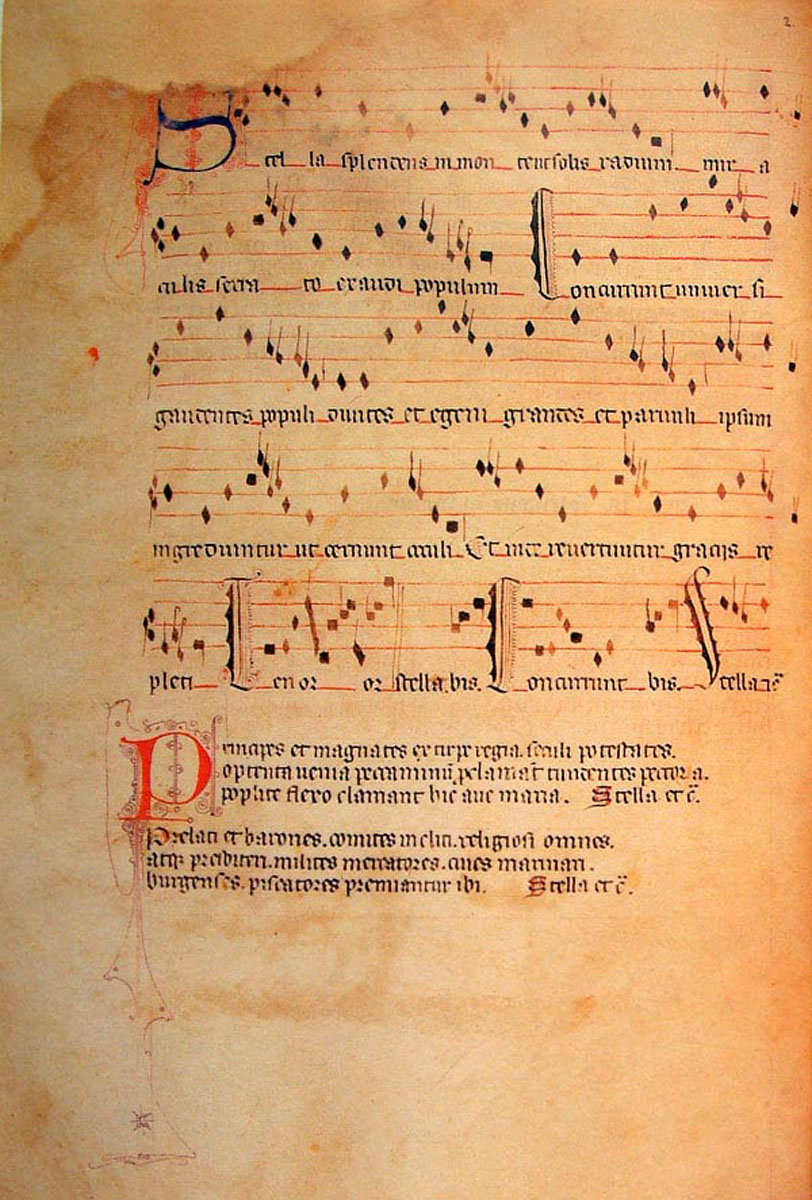
Stella splendens, blz. 22v° uit het Llibre Vermell

Het Llibre Vermell de Montserrat (Catalaans voor Rode boek van Montserrat) is een verzameling middeleeuwse teksten, verzameld rond het heiligdom van de Zwarte Madonna van Montserrat, in Catalonië, nabij Barcelona.
Het manuscript is een verzameling liturgische, informatieve en instructieve teksten rond de Mariaverering in Montserrat. Het is verzameld tussen 1396-1399. Oorspronkelijk telde het manuscript 137 folio's (= 274 bladzijden), waarvan er echter in de loop van de tijd ruim 30 verloren zijn gegaan. Het wordt het Llibre Vermell genoemd ("rode boek") naar de rode fluwelen band die de folio's van het manuscript sinds de 19de eeuw samenbindt. Het boek is het bekendst vanwege de folio's 21v° tot 27r°, waar een tiental liederen inclusief muzieknoten staat genoteerd. 

## Achtergrond
Het benedictijnse klooster van Montserrat was in de loop van de 13de en 14de eeuw uitgegroeid tot het belangrijkste klooster van het Koninkrijk Aragón, dat in de Middeleeuwen een centrum van Europese cultuur was. Verhalen over mirakels die er gebeurden maakten het zwart houten Madonnabeeld (La Morena of Moreneta) tot een echte trekpleister. Om dit alles in goede banen te leiden en teksten ter beschikking te hebben, hebben monniken eind 14de eeuw deze teksten verzameld. Het zijn gebeden, preken, liturgische teksten, verslagen van mirakels, officiële documenten, etc. Blijkbaar zongen en dansten pelgrims naar hartenlust, want de 12 bladzijden muziek bevatten muziek voor pelgrims: liederen van volks tot zeer verfijnd, waarvan er een aantal in canon gezongen kunnen worden. Het merendeel zijn echter rondedansen. Deze liederen werden dus hoogstwaarschijnlijk verzameld door de monniken en musici ter plaatse, om te kunnen aanbieden aan de pelgrims.

## Liederen
Over de bedoeling van deze liederen heeft een van de monniken duidelijkheid verschaft in het manuscript zelf:
(fol. 22):
| Quia interdum peregrini quando vigilant in ecclesia Beate Marie de Monte Serrato volunt cantare et trepudiare, et etiam in platea de die, et ibi non debeant nisi honestas ac devotas cantilenas cantare, idcirco superius et inferius alique sunt scripte. Et de hoc uti debent honeste et parce, ne perturbent perseverantes in orationibus et devotis contemplationibus … | Omdat de pelgrims, terwijl zij de nachtwake doorbrengen in de kerk van de Heilige Maria van Montserrat willen zingen en dansen, en ook overdag op de straten en pleinen, en omdat het niet passend is om daar andere dan eerbare en vrome liederen te zingen, zijn hier boven en onder er enige opgeschreven. Ze moeten waardig en spaarzaam gebruikt worden om diegenen die hun gebed en vrome contemplatie willen voortzetten, niet te storen ... |

Omdat er in Montserrat een chronisch tekort was aan logies, brachten veel pelgrims de nacht door in de kerk. Zij veranderden dan de liturgische ruimte in een pelgrimsherberg. De liederen uit het Llibre Vermell zijn klaarblijkelijk met het doel verzameld om de traditionele, wereldse liederen en dansen waarmee de pelgrims zich onledig hielden, te vervangen door devote liederen en dansen. Het merendeel van de liederen heeft dus een volkse klank. De monniken en musici hebben waarschijnlijk melodieën van bekende dansliederen gebruikt en die voorzien van Mariale teksten.

## Overzicht
Er zijn in totaal tien liederen opgetekend: canons of caças, meerstemmige liederen, waaronder één driestemmige en vijf rondedansen: 
- fol. 21v-22: O virgo splendens "Oh stralende maagd" (twee- en driestemmige canon)
- fol. 22r: Stella splendens "Stralende ster" (rondedans)
- fol. 23:  Laudemus Virginem "Laten we de maagd loven" (twee- en driestemmige canon)
- fol. 23:  Splendens ceptigera "Stralende heerseres" (idem) - gelijktijdig uit te voeren met de vorige
- fol. 23v: Los set gotxs recomptarem "Het verhaal van de zeven vreugden" (rondedans/ballade)
- fol. 24v: Polorum Regina "Koningin van het firmament" (rondedans)
- fol. 24:  Cuncti simus concanentes "Laten we samen zingen" (rondedans)
- fol. 25r: Mariam, matrem virginem, attolite "Verhoogt Maria, de moedermaagd" (driestemmig)
- fol. 25v: Imperayritz de la ciutat joyosa / Verges ses par misericordiosa "Heerseres van de stad van vreugde / Maagd door uw genade" (motet/meerstemmig)
- fol. 26v: Ad mortem festinamus "Wij haasten ons naar de dood" (rondedans/danse macabre)